# 2011年7月中國大陸

## 7月1日
- 中國共產黨於上午10時在北京人民大會堂舉行90周年黨慶大會，中共中央總書記胡錦濤於大會發表維持穩定、兩岸關係、港澳政策、打貪等講話。中央重要領導幹部吳邦國、溫家寶、賈慶林、李長春、習近平、李克強、賀國強、周永康等均出席，但是前任總書記江澤民卻於大會上缺席，令各界揣測對其身體健康可能狀況不佳。中時/旺報 HiNet新聞網/NewTalk
- （7月1日）是藏曆六月初一，藏人的聖湖青海湖同日舉辦每年例行「祭海」儀式。並首創以「生態寶瓶」為祭祀物品，在滿足了祭海的儀式也兼顧到生態保育的維持。中央社（新華社報導）

## 7月2日
- 英國廣播公司中文網報導，四川藏人作家、官方查禁刊物「夏東日」的編輯扎西熱丹日前被法院判刑4年，罪名是「分裂國家」。另2010年年底，曾在「夏東日」發表文章的3名藏人作家江澤頓闊、格桑金巴和博達，也被阿壩州中級法院以「煽動顛覆國家政權罪」，被判處3至4年監禁。中央社
- 河南省郑州市房地产商欲体验《选举法》，微博宣布出资亿元竞选市长——随即被国土、公安、税务稽查等三部门组成的“专案组”调查。南方人物周刊/西安腾讯网（页面存档备份，存于）

## 7月3日
- 中國物流與採購聯合會同日公佈，6月份中國非製造業商務活動指數為57.0%，比5月份回落4.9個百分點。中央社
- 新華社報導，中國考古人員在山東諸城的白堊紀恐龍地質公園「恐龍澗化石隆起帶」研究時，發現一塊長5公尺、寬3公尺、高近2公尺的礫岩，石體重達30多公噸，其完整保存了恐龍各部位的骨骼與頭骨。專家推斷，這次發現的可能是鴨嘴恐龍化石骨架。中央社

## 7月4日
- 中國位於湖北省仙桃市毛嘴鎮珠璣村路段的「隨岳高速公路」今天清晨3時50分許，發生大型客、貨卡車追撞意外，至下午14時42分止，新華社已確定死亡人數已提升至26人、受傷31人，其中3人傷勢嚴重。中央社新華社-1（页面存档备份，存于）新華社-2（页面存档备份，存于）
- 上海同日下午13時10分許，上海市嘉定區新郁路大潤發超市，發生一起爆裂物爆炸案後，警方針對案發現場及周邊地區進行了勘驗、調查，歷經3小時的偵辦處理，於嘉定黃渡地區逮捕屈嫌。中央社

## 7月5日
- 上午11时15分许，陕西省略阳县城金亚路发生山体滑坡，12间房屋被埋；造成18人死亡，2人受伤（商都网）。
- 根據前陸委會副主委童振源2009年發表的「台商對中國經濟發展的貢獻」研究指出，自1979年到2008年之間，累計台商在中國直接投資金額逾1,200億美元，佔所有外商直接投資金額的14.34%，是中國第二大外資來源，而台商在中國僱用的就業人口數更超過1,400萬人次。自由-1自由-2
- 中國為擺脫「麻六甲安全困境」而建造的中緬油氣管線，目前正加緊興建被稱為「第三條戰略能源管線」，預計2013年完工。自由（中國人民日報海外版報導）
- 歷經8年修訂，「新華字典」第11版本，今天在北京推出。其新增訂內容，諸如「和諧」、「房奴」、「曬工資」、「民生」等熱門詞彙都被收進這本全球發行量最大（已印行4億多冊）的工具書中。中央社

## 7月6日
- 贵州省六盘水市前副市长、现任政协副主席田万昌女儿疑遭性侵犯，掌握证据后调查疑遭搁置，举家上访。省信访局称对方势力太大，建议私下解决。凤凰周刊/凤凰网
- 海外地區熱烈流傳中共前領導人江澤民病逝，但中國大陸地區封鎖有關消息發佈。香港亞洲電視曾於當天新聞報道中講述有關事件。蘋果日報（页面存档备份，存于）

## 7月7日
- 中国人民银行上调金融机构人民币存贷款基准利率。金融机构一年期存贷款基准利率分别上调0.25个百分点，其他各档次存贷款基准利率及个人住房公积金贷款利率相应调整。中国人民银行办公厅（页面存档备份，存于）
- 新华社用英语否认江泽民逝世。凤凰卫视—网页快照[]（原网页（页面存档备份，存于）已删除）
- 七七事變74週年紀念日，台灣呼籲大陆能還原被扭曲的抗日歷史。希望之聲 自由時報

## 7月8日
- 教育部发出《切实保证中小学生每天一小时校园体育活动的规定》的通知，要求保证中小学生每天1小时校园体育活动，对未执行规定取消各类评先评优活动资格（教体艺[2011]2号）。
- 四川省梓潼县为建政府大楼当局抱走拆迁户小孩，称是出于好心，欲领回小孩须同意拆迁。21世纪经济报道 中国山东网/凤凰网（页面存档备份，存于）
- 黑龙江省庆安县为建形象工程强拆，相关部门撤销房屋产权决定书适用法律出错。法制日报/网易（页面存档备份，存于）
- 江西农业大学副校长3月5日因酒驾致2死4伤新进展：目前已因“违纪”开除中共党籍，其副校长等公职因调查未结束而暂时保留。中国新闻网/网易

## 7月10日
- CCTV揭露达芬奇家具涉嫌造假，以假出口换取高额销售价格，最高由原价的3万元涨至30多万元（新浪网（页面存档备份，存于）、中国古典家具网、龙虎网、水母网（页面存档备份，存于））。

## 7月11日
- 河南省嵩县大坪乡宋岭村智障者吕天喜失踪3年被发现在服刑，家属疑其遭顶罪（新华网（页面存档备份，存于））。

## 7月13日
- 香港英文南華早報（7月13日）報導，84歲高齡的江澤民，6月時因發燒症狀住進北京301醫院，已於7月1日中國共產黨慶祝建黨90週年前出院，目前在家休養恢復中。其未出席黨慶大會原因，乃為專任醫師建議其儘量避免參加易消耗大量體力的活動，故而缺席。 中央社
- 中新社引述「中國證券報」刊登的中國國家發展和改革委員會信息中心所發布最新數據顯示，2011年上半年，大陸消費者物價指數（CPI）年增率已達5.4%。且6月份大陸（CPI）年增率為6.4%，又創近3年新高。致民眾實際消費能力銳減，個人消費行為趨向謹慎。報告中建議，中國央行應再升息1到2個百分點。而中國人民銀行為了遏制通貨膨脹，至目前止，今年已3度升息調整。中央社

## 7月14日
- 新華網報導，黃海14日凌晨1時許，發生一起船難事件。一艘大陸籍「新晨暉9」商船於黃海南方，距連雲港170公里處，被一艘巴拿馬籍貨櫃船「COSCO FUKUYAMA」撞沉，原船11名船員，已被救起3人，其餘下落不明。中央社
- 国务院批复同意安徽省撤销地级巢湖市，原行政区划拆分至合肥、芜湖和马鞍山，以原地级巢湖市居巢区的行政区域为新设的县级巢湖市的行政区域（国函[2011]84号）。

## 7月15日
- 中國商務部發言人姚堅同日表示，官方有20萬噸規模的中央儲備豬肉，將全力抑制豬價。此豬肉價格和供應最主要是要透過市場調節，政府調控手段是輔助的，商務部將重點做好市場動態監測、保障供應、適時投放儲備豬肉與保障品質安全等四項工作。旺報[永久]
- 海南推出新规定，地方志资料提供者享有署名权和报酬（（页面存档备份，存于））。

## 7月16日
- 中国人民大学新闻学院教授高钢在《光明日报》撰文介绍网络百科全书，重点介绍维基技术（（页面存档备份，存于））。

## 7月18日
- 新疆和田市發生暴徒袭击事件，歹徒挾持人質，公安與武警控制現場後，有1名武警與1名联防队员牺牲，有2名人质被害，1名联防队员受重伤。新華網

## 7月20日
- 中國籃球明星球員姚明在上海舉辦「退役宣告」記者會。中央社-1中央社-2中央社-3

## 7月21日
- 蛟龙号载人潜水器5000米海试在东太平洋国际海域试验区成功完成了第一次下潜试验任务，经现场指挥部最终确认，最大下潜深度达到4027米。新华网 Archive.today的存檔，存档日期2013-04-28
- 「兩彈一星功勛獎章」得主，中國科學院、中國工程院、國際宇航科學院院士，著名光學家王大珩，同日中午病逝北京，享年96歲。旺報/臺灣[]
- 湖南省沅江市共华镇宪北村（原赤山公社宪成大队）农民钟枚生无罪判决迟到25年（新华网）。

## 7月22日
- 人民网22日引述中央电视台新闻及中新社、新華社、香港中通社报導，今日凌晨4时左右，京珠高速公路河南信陽段，自北向南９３８公里又７００米或（938至939公里）处，发生大客车燃烧事件，41人死亡，1人重伤，救出6人。该车隸屬於威海交通運輸集團，自威海到长沙的双层卧铺客车。中央社/臺灣

## 7月23日
- 浙江省溫州市發生列車追尾事故，一輛從北京南发往福州的D301次和谐号动车组，晚上8時34分在該市鹿城区黄龙街道双岙村下岙处因雷擊失去動力而停車，尾隨由杭州发往福州D3115动车收制不及，造成4節車厢掉落高架桥，16节车厢脱轨，初步得知有11名乘客死亡，搜救正在进行中。（7月24日新華社報導，截至上午，此起事故已造成 35人死亡、210人受傷。）23日20时27分，北京至福州D301次列车行驶至温州市双屿路段时，与杭州开往福州的D3115次列车追尾，造成D301次列车4节车厢从高架桥上掉落。目前死亡人数上升至35人，受伤人数上升到210人。遇难者中有10名女性，有外国籍人士2人。
中国铁道部党组２４日决定，对发生“７·２３”甬温线特别重大铁路交通事故的上海铁路局局长龙京、党委书记李嘉、分管工务电务的副局长何胜利予以免职，并进行调查。
新华网（页面存档备份，存于）、溫州日報、新浪专题（页面存档备份，存于）中央社-1（页面存档备份，存于）中央社-2中央社-3中央社-4中央社-5中央社-6中央社-7中央社-8中央社-9中央社-10中央社-11中央社-12中央社-13
- 廈門遠華走私案主嫌賴昌星同日乘坐直航北京的加拿大航空遣返中國，於下午4時26分抵達北京首都國際機場。賴昌星於2006年曾「以頭撞牆」拒絕遣返，讓加國已備好的機票頓時作廢，這次加拿大要賴昌星自行負擔相關機票費用。由於此正值暑假旺季，溫哥華飛往北京的單程機票價，將達到加幣1,500元左右。中央社-1中央社-2中央社-3中央社-4中央社-5中央社-6

- 聯合國所屬國際海底管理局（ISA），日前批准了中國和俄羅斯要求探勘多金屬硫化礦的申請。此為中國獲得第2個領海區域之外的海底採礦權，這塊區域位於非洲大陸與南極洲間的「西南印度洋脊（海底山脊）」處，中國將在這塊海域開採「多金屬硫化礦」。中央社

## 7月24日
- 中國鐵道部發言人王勇平上午表示，溫州高鐵追撞事故後，歷經搶修，溫福高鐵將於今日下午3時恢復通車。中央社-1中央社-2

## 7月26日
- 7月26日13时43分左右，一摊贩在贵州省安顺市西秀区南华路小商品市场门口死亡。事件发生前，西秀区城管在该路段开展过工作，有人质疑城管人员与这名摊贩死亡有关，引发上千群众聚集围观。 金黔在线、凤凰新闻（页面存档备份，存于）

## 7月28日
- 國務院總理溫家寶到溫州視察"7·23”甬温线特别重大铁路交通事故的救援情況。 央視新聞聯播（页面存档备份，存于）
- 強烈熱帶風暴洛坦逐漸向粵琼沿海靠近，料明晚到後天在廣東陽江到海南三亞一帶沿海登陸。當局啓動氣象災害三級應急響應，國家防總分別派工作組到海南和廣東指導防禦工作。 新華社

## 7月29日
- 单位剥夺个人知识产权，教育部特聘专家、浙江杭州高级教师郑子罕著作权被单位侵占反被判刑6年，中国知识产权保护路漫漫（郑子罕著作权案）（页面存档备份，存于）。
- 7月17日徐州发生特大交通事故，尸体满地。優酷（页面存档备份，存于） 中新网